# 탈로스 (화합물)
탈로스(영어: talose)는 6개의 탄소 원자가 포함된 단당류이고, 알데하이드기를 가지고 있는 알도스이며, 화학식은 C6H12O6이다. 탈로스는 인공적인 단당류이며, 물에 용해되고 메탄올에는 약간만 용해된다. 일부 어원학자들은 'talose'란 이름은 그리스 신화에 나오는 청동거인 'Talos'로부터 유래되었다고 주장하지만 그 관련성은 불분명하다.
탈로스와 갈락토스는 2번 탄소(C-2)에서 입체화학적 성질이 다른 에피머이며, 탈로스와 만노스는 4번 탄소(C-4)에서 서로 에피머이다.
| D-탈로스의 구조       | D-탈로스의 구조       | D-탈로스의 구조       |
| 골격 구조식           | 하워드 투영식         | 하워드 투영식         |
| --------------------- | --------------------- | --------------------- |
|                       | α-D-탈로푸라노스 20 % | β-D-탈로푸라노스 11 % |
| α-D-탈로피라노스 40 % | β-D-탈로피라노스 29 % |                       |

## 같이 보기
- 글루코스
- 프럭토스
- 갈락토스